# Романов, Николай Кириллович
Николай Кириллович Рома́нов (10 мая 1919 года, Верхний Казмаш — 20 октября 1943 года) — командир взвода 188-го стрелкового полка 106-й стрелковой дивизии 65-й армии Центрального фронта, старшина, Герой Советского Союза. Член ВКП(б) с 1939 года.

## Биография
Николай Кириллович Романов родился 10 мая 1919 года в деревне Верхний Казмаш ныне Караидельского района Башкирии.
Чуваш. Образование неполное среднее. 
В 1934—1939 годах работал счетоводом в колхозе «8 Марта» в деревне Новый Бердяш, кассиром колхоза «Канаш» в деревне Верхний Казмаш, заведующим отделом Караидельского райкома ВЛКСМ.
В Красную Армию призван в октябре 1939 года Караидельским райвоенкоматом. На фронте Великой Отечественной войны с 1943 года.
Командир взвода 188-го стрелкового полка (106-я стрелковая дивизия, 65-я армия, Центральный фронт) старшина Н. К. Романов отличился во время форсирования р. Днепр южнее посёлка Лоев Гомельской области 15 октября 1943 года.
Похоронен в деревне Козероги Лоевского района Гомельской области Белоруссии.

## Подвиг
«Командир взвода 188-го стрелкового полка (106-я стрелковая дивизия, 65-я армия, Центральный фронт) старшина Николай Романов в числе первых 15 октября 1943 года форсировал реку Днепр южнее посёлка городского типа Лоев Гомельской области Белоруссии; во главе группы бойцов он вёл бой по расширению плацдарма, отразив три контратаки превосходящих сил противника.
16 октября 1943 года во время штурма высоты юго-западнее Лоева старшина Романов Н. К. заменил выбывшего из строя командира роты и добился выполнения боевой задачи».
Погиб в бою 20 октября 1943 года.
Указом Президиума Верховного Совета СССР от 30 октября 1943 года за образцовое выполнение боевых заданий командования и проявленные при этом геройство и мужество старшине Романову Николаю Кирилловичу посмертно присвоено звание Героя Советского Союза.

## Награды и звания
- Герой Советского Союза (1943, посмертно)
- Медаль «Золотая Звезда» Героя Советского Союза (30.10.1943)[1]
- Орден Ленина (30.10.1943)

## Память
Именем Героя названа улица в селе Караидель, агрогородке Колпень Лоевского района Гомельской области.
На здании школы в селе Александровка Караидельского района Башкирии установлена мемориальная доска в честь Героя.